# مطار سان أنطونيو الدولي
مطار سان أنطونيو الدولي (بالإنجليزية: San Antonio International Airport)‏(إياتا:  SAT ، إيكاو: KSAT ، معرف الموقع إف إيه إيه:  SAT)، هو مطار دولي تجاري في سان أنطونيو، تكساس، الولايات المتحدة الأمريكية. يقع في أبتاون سنترال سان أنطونيو، على بعد حوالي 8 أميال (13 كم) شمال وسط المدينة. يحتوي على ثلاثة مدارج ويغطي 2600 فدان (1100 هكتار). يبلغ ارتفاع المطار 809 قدمًا (247 مترًا) فوق مستوى سطح البحر. يبلغ معدل رحلات المطار 260 رحلة مغادرة ووصول يوميًا من بواباته الـ 27، والتي تخدم 14 شركة طيران تحلق بدون توقف إلى 53 وجهة في الولايات المتحدة والمكسيك.

## شركات الطيران والوجهات

### الركاب
| شركـات طيـران           | الوجهات | Refs   |
| ----------------------- | --- | ------ |
| Aeroméxico Connect      | مطار بينيتو خواريز الدولي | [ 4 ]  |
| خطوط آلاسكا الجوية      | مطار سياتل تاكوما الدولي | [ 5 ]  |
| أليجانت للطيران         | مطار هاري ريد الدولي | [ 6 ]  |
| الخطوط الجوية الأمريكية | مطار شارلوت دوغلاس الدولي، مطار أوهير الدولي، مطار دالاس فورت ورث الدولي، مطار لوس أنجلوس الدولي، مطار ميامي الدولي، مطار فينيكس سكاي هاربر الدولي موسمي: مطار فيلادلفيا الدولي (تبدأ في 5 يونيو 2024) | [ 8 ]  |
| إمريكان إيغل            | مطار أوهير الدولي، مطار لوس أنجلوس الدولي | [ 8 ]  |
| كوندور للطيران          | موسمي: مطار فرانكفورت (تبدأ في 17 مايو 2024) | [ 10 ] |
| خطوط دلتا الجوية        | مطار هارتسفيلد جاكسون، مطار ديترويت، مطار لوس أنجلوس الدولي، مطار منيابولس-سنت بول الدولي، مطار جون إف كينيدي الدولي، مطار سولت ليك سيتي الدولي | [ 11 ] |
| خطوط فرونتير الجوية     | مطار هارتسفيلد جاكسون، مطار دنفر الدولي، مطار هاري ريد الدولي، مطار أورلاندو الدولي | [ 12 ] |
| خطوط جيت بلو الجوية     | مطار لوجان الدولي، مطار جون إف كينيدي الدولي | [ 13 ] |
| خطوط ساوث ويست الجوية   | مطار هارتسفيلد جاكسون، مطار بالتيمور واشنطن الدولي، Burbank (تبدأ في 4 يونيو 2024)، Cancún، مطار ميدواي الدولي، Dallas–Love، مطار دنفر الدولي، El Paso ‏، Houston–Hobby، Kansas City ‏، مطار هاري ريد الدولي، مطار لوس أنجلوس الدولي، مطار ناشفيل الدولي، مطار نيو اورليانز لويس أرمسترونغ الدولي، Oklahoma City ‏، مطار أورلاندو الدولي، مطار فينيكس سكاي هاربر الدولي، مطار سان دييغو الدولي، مطار سانت لويس الدولي، مطار تامبا الدولي موسمي: Albuquerque، Colorado Springs ‏، Fort Lauderdale ‏ | [ 16 ] |
| خطوط سبيريت الجوية      | مطار بالتيمور واشنطن الدولي، Fort Lauderdale ‏، مطار هاري ريد الدولي، مطار لوس أنجلوس الدولي، مطار نيوآرك ليبرتي الدولي (تبدأ في 5 إبريل 2024)، مطار أورلاندو الدولي | [ 18 ] |
| خطوط بلاد الشمس الجوية  | موسمي: Cancún، مطار هاري ريد الدولي، مطار منيابولس-سنت بول الدولي | [ 19 ] |
| الخطوط الجوية المتحدة   | مطار أوهير الدولي، مطار دنفر الدولي، مطار جورج بوش الدولي، مطار نيوآرك ليبرتي الدولي، مطار سان فرانسيسكو الدولي، مطار واشنطن دولس الدولي | [ 20 ] |
| United Express          | مطار جورج بوش الدولي، مطار سان فرانسيسكو الدولي، مطار واشنطن دولس الدولي | [ 20 ] |
| Viva Aerobus            | León/Del Bajío ‏، مطار بينيتو خواريز الدولي، Monterrey، Querétaro (تبدأ في 1 ديسمبر 2023)، Torreón (تبدأ في 1 يونيو 2024) | [ 23 ] |
| Volaris                 | مطار غوادالاخارا الدولي، مطار بينيتو خواريز الدولي | [ 24 ] |

### الشحن
| شركـات طيـران        | الوجهات |
| -------------------- | --- |
| Ameriflight          | Brownwood، Corpus Christi ‏، مطار دالاس فورت ورث الدولي، Del Rio ‏، Midland، San Angelo ‏                                                                                      |
| دي إتش إل إكسبريس    | Cincinnati |
| فيديكس إكسبرس        | Fort Worth/Alliance ‏، El Paso ‏، Laredo، مطار ممفيس الدولي |
| Martinaire           | Brownwood، Corpus Christi ‏، Del Rio ‏، Eagle Pass ‏، مطار جورج بوش الدولي، Laredo                                                                                             |
| خطوط يو بي إس الجوية | مطار شيكاغو روكفورد الدولي، El Paso ‏، مطار غوادالاخارا الدولي، مطار جورج بوش الدولي، Fargo، Laredo، Louisville، McAllen، مطار ميامي الدولي، Monterrey موسمي: Raleigh/Durham |

## الإحصائيات

### أهم الوجهات
| الرتبة | المدينة                       | الركاب  | الشركات                                              |
| ------ | ----------------------------- | ------- | ---------------------------------------------------- |
| 1      | مطار دالاس فورت ورث الدولي    | 477،000 | الأمريكية                                            |
| 2      | مطار هارتسفيلد جاكسون         | 457،000 | فرونتير، دلتا، ساوث ويست                             |
| 3      | مطار دنفر الدولي              | 375،000 | فرونتير، ساوث ويست، الخطوط الجوية المتحدة            |
| 4      | مطار جورج بوش الدولي          | 308،000 | الخطوط الجوية المتحدة                                |
| 5      | مطار فينيكس سكاي هاربر الدولي | 297،000 | الأمريكية، ساوث ويست                                 |
| 6      | Dallas–Love، Texas            | 286،000 | ساوث ويست                                            |
| 7      | مطار هاري ريد الدولي          | 279،000 | أليجانت، فرونتير، ساوث ويست، سبيريت، خطوط بلاد الشمس |
| 8      | مطار شارلوت دوغلاس الدولي     | 210،000 | الأمريكية                                            |
| 9      | مطار لوس أنجلوس الدولي        | 201،000 | الأمريكية، دلتا، ساوث ويست، سبيريت                   |
| 10     | Houston–Hobby، Texas          | 177،000 | ساوث ويست                                            |

| الرتبة | الشركة                  | الركاب    | الشركات |
| ------ | ----------------------- | --------- | ------- |
| 1      | خطوط ساوث ويست الجوية   | 3،631،000 | 38.50%  |
| 2      | الخطوط الجوية الأمريكية | 1،953،000 | 20.71%  |
| 3      | الخطوط الجوية المتحدة   | 1،394،000 | 14.78%  |
| 4      | خطوط دلتا الجوية        | 1،366،000 | 14.48%  |
| 5      | خطوط فرونتير الجوية     | 287،000   | 3.05%   |
|        | آخرى                    | 800،000   | 8.48%   |

### الركاب
شاهد source Wikidata query and sources.
| السنة | الركاب     | السنة | الركاب    |
| ----- | ---------- | ----- | --------- |
| 2010  | 8،034،720  | 2020  | 4،028،564 |
| 2011  | 8،171،824  | 2021  | 7،464،662 |
| 2012  | 8،243،221  | 2022  | 9،462،449 |
| 2013  | 8،252،330  | 2023  |           |
| 2014  | 8،369،628  | 2024  |           |
| 2015  | 8،507،459  | 2025  |           |
| 2016  | 8،618،139  | 2026  |           |
| 2017  | 9،063،542  | 2027  |           |
| 2018  | 10،044،411 | 2028  |           |
| 2019  | 10،363،040 | 2029  |           |

| السنة | الركاب  | السنة | الركاب  |
| ----- | ------- | ----- | ------- |
| 2010  | 136،970 | 2020  | 207،684 |
| 2011  | 182،031 | 2021  | 741،572 |
| 2012  | 421،718 | 2022  | 555،808 |
| 2013  | 474،609 | 2023  |         |
| 2014  | 464،765 | 2024  |         |
| 2015  | 511،492 | 2025  |         |
| 2016  | 400،061 | 2026  |         |
| 2017  | 368،381 | 2027  |         |
| 2018  | 415،101 | 2028  |         |
| 2019  | 467،475 | 2029  |         |